# ناصر کشاورز
ناصر کشاورز (زادهٔ ۲۰ اردیبهشت ۱۳۴۱ در تهران) شاعر و نویسنده کتاب‌های کودکان است. وی دارای نشان درجه یک هنری است. او برگزیده دومین دوره جشنواره بین‌المللی شعر فجر در بخش کودک و نوجوان بود.

## زندگی‌نامه
ناصر کشاورز در پنج سالگی همراه با خانواده راهی دامغان شد. تحصیلات ابتدایی تا دیپلم متوسطه را در دامغان گذراند. وی در سال ۱۳۶۷ در رشته مهندسی صنایع در دانشگاه پذیرفته شد ،اما پس از یک ترم تحصیل انصراف داد.
ناصر کشاورز یک دختر و یک پسر دارد. دختر او با نام کلاریز کشاورز موسیقی‌دان و نوازنده فلوت است.

## فعالیت هنری
ناصر کشاورز فعالیت رسمی خود را با مجله کیهان بچه‌ها شروع کرد و نخستین شعر او در سال ۱۳۶۲ در همان مجله به چاپ رسید. اولین کتاب ناصر کشاورز با نام «من و مرغابی‌ها» در سال ۱۳۶۵ منتشر شد. ناصر کشاورز علاوه بر شعر، در زمینه موسیقی نیز فعالیت می‌کند و نوازنده عود و گیتار است.
از ناصر کشاورز تا کنون بیش از ۱۶۰ عنوان کتاب در حوزه ادبیات کودکان منتشر شده‌است؛ و از او به عنوان پرکارترین شاعر کودک یاد می‌شود. برخی از آثار او عبارتند از:
- مجموعهٔ ۱۲ جلدی شعرهای نی‌نی کوچولو
- مجموعه ۱۲ جلدی می‌می‌نی و مامانش
- مجموعه ۴ جلدی دویدم و دویدم
- از این طرف لطفاً فقط هیس
- مرا یک دایناسور درسته قورت داده
- مجموعه وگی ورجه
- مجموعه کی بود کی بود
- مجموعه ۱۶ جلدی داسی دایناسی

همچنین ناصر کشاورز با همکاری انتشارات داستانِ من، یک کتاب داستان اختصاصی با نام «آرزوهایی برای کودک شما» را منتشر کرده‌است. تصویرگری این کتاب را علی رادمند انجام داده‌است. در این کتاب، داستان و تصویرسازی‌ها براساس نام کودک و مشخصات ظاهری و علاقه‌مندی‌های او تغییر می‌کند و هرکودک قهرمان داستان اختصاصی خود می‌شود. مطالعه برخط این کتاب از طریق سایت انتشارات داستانِ من رایگان است.
ح
در ۱۸ اسفند ماه ۱۳۹۵ در مراسم پایانی یازدهمین جشنواره شعر فجر نشان درجه یک هنری توسط سیدرضا صالحی امیری وزیر فرهنگ و ارشاد اسلامی وقت به ناصر کشاورز و شش شاعر دیگر اعطا شد.
سایر افتخارات او در زیر آمده است:
- «نشان ماه طلایی» از جشنواره بزرگ ادبیات کودک و نوجوان[۴]
- برنده نشان «مداد پرنده» از جشنواره کانون پرورش فکر کودکان و نوجوانان